# Макс Делбрюк
Макс Лудвиг Хенинг Делбрюк (на немски: Max Ludwig Henning Delbrück) е немско-американски генетик, биофизик и носител на Нобелова награда за физиология или медицина.

## Биография
Той е най-малкият син на историка Ханс Делбрюк (1848 – 1929) и Каролина (Лина) Тирш, внучка на химика Юстус фон Либих (1803 – 1873).
Макс Делбрюк се жени през 1941 за Мери Брус. Те имат четири деца.

## Образование и професионално развитие
Делбрюк първоначално следва астрономия в университета в Гьотинген. Причината за избора на това поприще обяснява с това, че неговото семейство, в което има толкова изявени личности в различни области, няма човек от тази област на естествените науки. През квантовата механика Делбрюк започва да се занимава с теоретична физика. По-късно, под влияние на Нилс Бор започва да се занимава с биология.
През 1935 г. публикува заедно с генетика Николай Тимофеев-Ресовский и физика Карл Цимер разработка за генните мутации, в която първо предлагат гените да се разглеждат като комплексни атомни образувания. С това започва модерната генетика. През 1937 поради увеличаващия се политически натиск в Германия, той емигрира в САЩ, първоначално като степендиант в Калифорнийския технологичен институт. От 1947 Делбрюк отново работи в Калифорнийския технологичен институт върху бактериофагите. В края на 40-те години на 20 век, той работи съвместно с Салвадор Лурия, с когото заедно изясняват чрез експеримента на Лурия-Делбрюк процеса на размножаване на бактериофагите.
През 1969 г. заедно с Алфред Хърши и Салвадор Лурия получава Нобелова награда за физиология или медицина.